# Regionalflughafen Grand Junction

i8
i11
i13
Der Grand Junction Regional Airport (bis Mai 2007 Walker Field; IATA-Code: GJT, ICAO-Code: KGJT) ist ein öffentlicher Flughafen, 5 km nordöstlich von Grand Junction im Mesa County, Colorado, in den Vereinigten Staaten.

## Flughafendaten
Er hat zwei Asphaltpisten: eine mit 3201 m Länge und 46 m Breite und eine mit 1677 m Länge und 23 m Breite. Die Fläche des Flughafens beträgt 650 ha. Die Seehöhe beträgt 1248 m.

## Geschichte
Der Flughafen wurde im April 1940 eröffnet und 1942 in Walker Field umbenannt.  Der erste Flugdienst in Grand Junction wurde von Western Airlines mit Douglas DC-4 auf der Strecke Los Angeles – Las Vegas – Grand Junction – Denver im Jahr 1945 durchgeführt. Western verkaufte diese Route 1947 bald an United Airlines, die den Dienst mit DC-4 fortsetzte, aber bald mit Douglas DC-6 und in den späten 1960er Jahren mit Boeing 727-100-Jets aufrüstete. Die Landebahn von GJT wurde um 1965 von 5400 Fuß (1646 m) auf 7500 Fuß (2286 m) verlängert und der Flughafen wurde dann zum wichtigsten Jet-Flughafen für das Skigebiet Aspen.
Monarch Airlines (USA, 1946–1950) begann 1947 mit Flügen und bediente Grand Junction als einen von vielen Zwischenstopps auf einer Strecke zwischen Salt Lake City und Albuquerque. Bald kamen Flüge nach Denver hinzu und die Fluggesellschaft setzte auch Douglas DC-3 ein. Die Nachfolgerin Frontier Airlines (1950–1986) bediente dann Grand Junction mit DC-3 und rüstete Ende der 1950er Jahre mit Convair CV-340 und Anfang der 1960er mit Convair CV-580 auf. Frontier startete die ersten Jets in Grand Junction mit Boeing 727-100 mit Denver – Great Junction – Salt Lake City und zurück ab Oktober 1966. Einige Frontier-727-Flüge flogen direkt nach Kansas City und St. Louis. Boeing 737-200 ersetzten später die Boeing 727 von Frontier bis 1972 und ihre Convair 580 blieben bis 1982 bestehen. Direktflüge nach Albuquerque endeten 1978 und nach Salt Lake City endeten 1981.
In den 1970er Jahren bedienten auch mehrere Zubringerfluggesellschaften Grand Junction. Dazu gehören Western Air Stages mit Flügen nach Aspen, Steamboat Springs und Vail sowie nach Salt Lake City,  Moab und Vernal in Utah. 1976 flog die Fluggesellschaft eine GJT-Cortez-Farmington-Strecke. Sun Valley Key flog eine Grand Junction-Moab-Price-Salt Lake City-Strecke, und Bonanza Airlines  und Air Colorado flogen Ende des Jahrzehnts von Grand Junction nach Aspen.
Continental Airlines begann 1980 mit Flügen nach Denver mit Boeing 727-100, 727-200, 737-200, Douglas DC-9-10 und DC-9-30. Die Umstellung des Dienstes auf Zubringerfluggesellschaften, die als Continental Express im Auftrag von Continental operierten, begann 1988, und die Jet-Flüge von Continental wurden 1994 eingestellt. Der Continental Express-Dienst endete 1995, als Continental seinen Drehkreuzbetrieb in Denver einstellte.
Ab Mitte der 1980er Jahre begann GJT mit einer Reihe von Zubringer- und Regionalfluggesellschaften, die im Auftrag großer Fluggesellschaften operierten. Diese Fluggesellschaften betrieben eine Vielzahl von Turboprop-Flugzeugen, darunter die Convair 580, den Fairchild Swearingen Metroliner, die Beechcraft 1900, die Embraer EMB 120 Brasilia, die Dash 7 und de Havilland Canada DHC-8, die Dornier 328 und die ATR 42. In den späten 1990er Jahren begannen die Fluggesellschaften, die GJT bedienten Modernisierung mit Regionalflugzeugen wie British Aerospace 146, Bombardier CRJ100/200 und CRJ700 sowie Embraer ERJ145 und E175.
SkyWest Airlines begann 1984 als unabhängige Zubringerfluggesellschaft den Flug nach Salt Lake City. 1986 schloss sich SkyWest mit Western Airlines zusammen, um als Western Express zu operieren, und im folgenden Jahr fusionierte Western mit Delta Air Lines und änderte die Bezeichnung von SkyWest in Delta Connection. Dieser Dienst im Auftrag von Delta ist ab 2021 weiterhin verfügbar.
America West Airlines begann 1985 mit Nonstop-Flügen nach Phoenix mit Boeing 737-200-Jets. Einige Flüge begannen später mit Zwischenlandung in Durango und 1990 kamen kurzzeitig Nonstop-Flüge nach Las Vegas hinzu. Der gesamte Dienst endete 1991, kehrte jedoch Ende 1992 als America West Express zurück, betrieben von Mesa Airlines. Im Jahr 2007 fusionierte America West mit US Airways. Zu diesem Zeitpunkt wurden die Phoenix-Flüge als US Airways Express betrieben. Im Jahr 2015 fusionierte US Airways mit American Airlines und die Phoenix-Flüge begannen dann als American Eagle zu fliegen. Dieser Service wird ab 2021 fortgesetzt.
Der United Express-Dienst nach Denver im Auftrag von United Airlines begann 1987 und wird ab 2021 fortgesetzt. Viele regionale und Zubringerfluggesellschaften operierten als United Express, darunter Aspen Airways, Mesa Airlines, Great Lakes Airlines, Air Wisconsin, ExpressJet, Trans States Airlines und GoJet Airlines, Republic Airways und SkyWest Airlines. Bis 2010 wurden alle Verbindungen nach Denver mit Regionaljets aufgerüstet, zwischen 2013 und 2017 wurden jedoch einige United Express-Flüge mit de Havilland Canada DHC-8-400 Turboprops durchgeführt. Erst im Jahr 2020 gibt es im Sommer saisonale Nonstop-Flüge zum O’Hare International Airport in Chicago an Samstagen.
Air21 flog 1996 und 1997 für kurze Zeit nonstop nach Colorado Springs und Las Vegas und direkt nach Los Angeles mit Fokker F28 Fellowship-Jets.
Maverick Airways, eine sehr kurzlebige Fluggesellschaft, die De Havilland Canada Dash 7-Flugzeuge betrieb, flog 1997 für kurze Zeit nach Denver.
Great Lakes Airlines begann 1998 als United Express, Grand Junction mit Flügen nach Denver zu bedienen, kehrte jedoch 2002 zu seinem eigenen Branding zurück. Die Denver-Flüge wurden bis 2008 fortgesetzt.
Allegiant Air begann im Jahr 2006 mit McDonnell Douglas MD-80-Flügen an zwei Tagen pro Woche nach Las Vegas. Im Jahr 2009 kamen Flüge nach Los Angeles hinzu, die ebenfalls zweimal pro Woche angeboten werden und nun saisonal angeboten werden. Die Flüge zum Phoenix-Mesa Gateway Airport begannen im Jahr 2019 und nach Santa Ana, Kalifornien im Jahr 2021. Die Fluggesellschaft wechselte Ende der 2010er Jahre von MD-80-Flugzeugen zu Airbus A319-Flugzeugen.
Im Mai 2007 wurde der Flughafen von Walker Field in Grand Junction Regional Airport umbenannt.
American Eagle begann 2008 mit Nonstop-Flügen nach Dallas/Fort Worth mit  50-sitzigen Embraer ERJ-145. Flüge nach Phoenix kamen 2015 mit der Fusion von US Airways (siehe oben) hinzu. Beide Dienste werden ab 2021 fortgesetzt. Im Sommer sind saisonale Nonstop-Flüge nach Los Angeles nur samstags für 2021 geplant. Zu den Fluggesellschaften, die als American Eagle operieren, gehören Envoy Air, Mesa Airlines und SkyWest Airlines.
Die neue Frontier Airlines begann 2008 über eine Tochtergesellschaft namens Lynx Aviation mit Flügen nach Denver. Lynx nutzte das Turboprop-Flugzeug de Havilland Canada DHC-8-400 und war bis 2010 im Einsatz.
Continental Express begann 2011 mit regionalen Jetflügen zum George Bush Intercontinental Airport in Houston. Continental fusionierte 2012 mit United Airlines und die Houston-Flüge wurden dann als United Express durchgeführt. Der Dienst endete im Jahr 2016.
Denver Air Connection, betrieben von Key Lime Air, nahm 2012 den Flugbetrieb mit Flügen zum Centennial Airport im Süden von Denver und zum Rocky Mountain Metropolitan Airport im Norden von Denver auf.
Nachdem Continental Airlines 1994 ihren letzten Linienjet eingestellt hatte, wurde GJT in den verbleibenden 1990er-Jahren größtenteils nur noch mit Turboprop-Flugzeugen angeflogen. Alle Fluggesellschaften wurden in den 2000er Jahren mit Regionaljets aufgerüstet und die einzigen größeren Jets in Grand Junction werden jetzt von Allegiant Air betrieben, der 2006 begann. Ab 2021 fliegt Allegiant Airbus A319/A320.

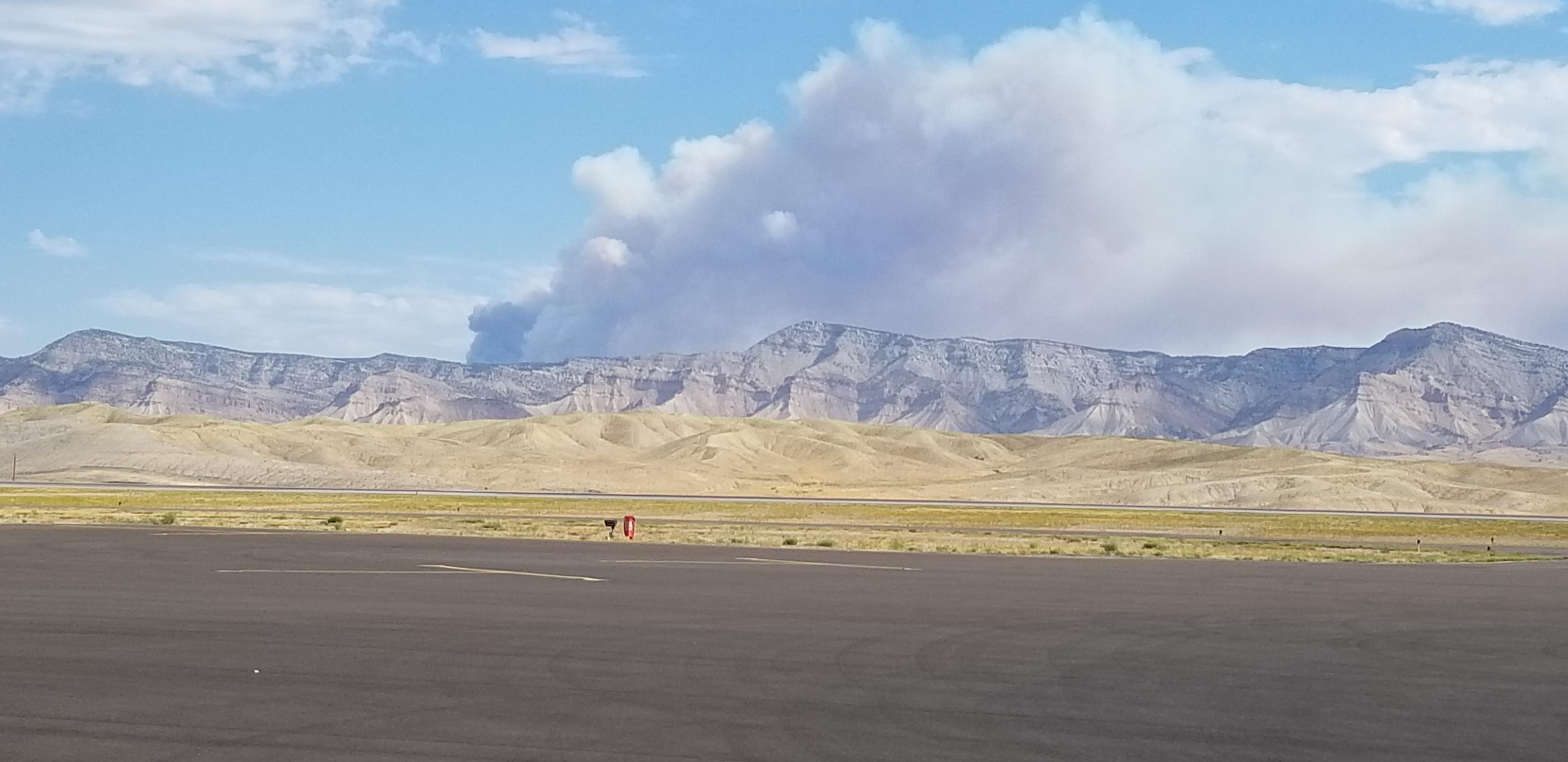

## Flugbetrieb
Im Jahre 2022 wurden 221.682 Passagiere befördert. Im Jahr 2021 fanden 56.343 Flugbewegungen statt, davon 16.632 lokale Bewegungen, 23.040 Zwischenlandungen, 7.672 Air-Taxi-Flüge, 6.616 Frachtflüge und 2.383 militärische Flüge statt. In diesem Jahr waren hier 130 einmotorige und 35 zweimotorige Flugzeuge sowie 4 Jetflugzeuge und 2 Hubschrauber stationiert.
Die wichtigsten Fluggesellschaften für den Flughafen sind Allegiant Airline, United Airlines und American Airlines.